# Antalis glaucarena
Antalis glaucarena es una especie de molusco escafópodo de la familia Dentaliidae.

## Distribución
Esta especie es endémica de las aguas de Nueva Zelanda.